# Haupt-Nationalstraße 1 (Israel)
Die israelische Haupt-Nationalstraße 1 (hebräisch כְּבִישׁ אַרְצִי רָאשִׁי 1 Kvīsch Artzī Rāschī Echad, deutsch ‚Haupt-Landesstraße 1‘, im Volksmund aber auch nur „Kvisch Echad“ כְּבִישׁ אֶחָד genannt) ist eine Straße, die Tel Aviv mit Jerusalem und dem Toten Meer verbindet. Bis Jerusalem ist sie eine Autobahn, im weiteren Verlauf durch das Westjordanland wird sie zu einer einfachen Straße (inzwischen über längere Strecken autobahnähnlich ausgebaut), die bis nach Beit haʿArava führt und an der Nationalstraße 90 endet.
Die Autobahn ist vor allem an den Ein- und Ausfahrten von Tel Aviv und Jerusalem sehr stark überlastet.

## Größere Städte an der Autobahn
- Tel Aviv
- Lod
- Jerusalem